# 20. oktober
20. oktober je 293. dan leta (294. v prestopnih letih) v gregorijanskem koledarju. Ostaja še 72 dni.

## Dogodki
- 1097 – križarji pridejo pred Antiohijo
- 1600 – po zmagi v bitki pri Sekigahari rodbina Tokugava zavlada Japonski do leta 1868
- 1740 – Marija Terezija postane avstrijska vladarica
- 1805 – Francozom se v vojni tretje koalicije vda avstrijska armada, ki je obkoljena v Ulmu
- 1827 – v bitki pri Navarinu britansko-francosko-rusko ladjevje premaga turško
- 1860 – izideta cesarjev manifest in oktobrska diploma, ki v Habsburški monarhiji obnovita parlamentarizem s poudarjeno vlogo deželnih zborov in deželnih avtonomij
- 1870 – papež Pij IX. za nedoločen čas razpusti prvi vatikanski koncil
- 1918 – Nemčija sprejme vse pogoje antante za prenehanje 1. svetovne vojne
- 1943 v Carbonari ustanovljena 1. prekomorska brigada s slovenskim bataljonom
- 1944:
  - - NOVJ osvobodi Beograd in Dubrovnik
  - - ameriška vojska vkoraka v Aachen
  - - ameriška vojska se izkrca na Leytu na Filipinih
- 1973 – uradno odprtje operne hiše v Sydneyju

## Rojstva
- 1480 – Vannoccio Biringuccio, italijanski metalurg († 1539)
- 1554 – Bálint Balassi, madžarski pesnik († 1594)
- 1632 – sir Christopher Wren, angleški astronom, matematik, arhitekt, stavbenik († 1723)
- 1677 – Stanislav Leščinski, poljski kralj († 1766)
- 1819 – Sayyid Ali Muhammad – Bab, perzijski prerok, mučenec († 1850)
- 1854 – Arthur Rimbaud, francoski pesnik († 1891)
- 1859 – John Dewey, ameriški filozof, psiholog in pedagog († 1952)
- 1866 – Kazimierz Twardowski, poljski filozof in logik († 1938)
- 1874 – Charles Edward Ives, ameriški skladatelj († 1954)
- 1882 – Bela Lugosi, madžarsko-ameriški filmski igralec († 1956)
- 1889 – Edwin Powell Hubble, ameriški astronom, († 1953)
- 1891 – sir James Chadwick, angleški fizik, nobelovec 1935 († 1974)
- 1892 – Jomo Kenyatta, kenijski državnik (domnevni datum rojstva) († 1978)
- 1915 – Mirče Acev, makedonski narodni heroj († 1943)
- 1931 – Mickey Charles Mantle, ameriški bejzbolist († 1995)
- 1946 – Elfriede Jelinek, avstrijska pisateljica, dobitnica nobelove nagrade za literaturo 2004
- 1950 – Tom Petty, ameriški glasbenik († 2017)
- 1958 – Ivo Pogorelić, hrvaški pianist
- 1959 – Boris Strel, slovenski alpski smučar
- 1962 – David M. Evans, ameriški filmski režiser
- 1964 – Kamala Harris
- 1965 – Mihail Štalenkov, ruski hokejist
- 1966 –
  - Abu Musab al Zarkavi, jordanski terorist († 2006)
  - Fred Coury, ameriški bobnar (Cinderella)
- 1971 –
  - Snoop Doggy Dogg (Calvin C. Broadus), ameriški rapovski glasbenik
  - Eddie Jones, ameriški košarkar
  - Dannii Minogue
- 1981 – Dimitrios Papadopoulos, grški nogometaš
- 1984 – Florent Sinama-Pongolle, francoski nogometaš

## Smrti
- 1122 – Ralph d'Escures, canterburyjski nadškof
- 1139 – Henrik X., bavarski vojvoda (* 1108)
- 1187 – papež Urban III.
- 1274 – Engelbert II. iz Falkenburga, kölnski nadškof (* 1220)
- 1327 – Teresa d'Entença, grofica Urgella (* 1300)
- 1351 – Muso Soseki, japonski zen budistični menih, kaligraf, pesnik in estetik (* 1275)
- 1740 – Karel VI., cesar Svetega rimskega cesarstva (* 1685)
- 1855 – Matevž Langus, slovenski slikar (* 1792)
- 1952 – Mihail Ivanovič Rostovcev, rusko-ameriški arheolog (* 1870)
- 1956 – Lawrence Dale Bell, ameriški letalski konstruktor (* 1894)
- 1964 – Herbert Clark Hoover, ameriški predsednik (* 1874)
- 1975 – Harlow Shapley, ameriški astronom (* 1885)
- 1980 – Joža Vombergar, slovenski dramatik (* 1902)
- 1984 – Paul Dirac, britanski fizik, matematik, nobelovec 1933 (* 1902)
- 1987 – Andrej Nikolajevič Kolmogorov, ruski matematik (* 1903)
- 1994 – Sergij Fedorovič Bondarčuk, ukrajinski filmski režiser (* 1920)
- 1994 – Burt Lancaster, ameriški filmski igralec (* 1913)
- 2003 – Anton Strle, slovenski duhovnik, teolog, prevajalec in Božji služabnik (* 1915)
- 2005 – Dane Zajc, slovenski pesnik, dramatik, esejist (* 1929)
- 2006 – Janko Moder, slovenski prevajalec, urednik, publicist (* 1914)
- 2007 – Paul Raven, britanski bas kitarist (* 1961)
- 2011 – Iztok Puc, rokometaš (* 1966)
- 2011 – Omar Moamer el Gadafi, libijski diktator (* 1942)
- 2013 – Jovanka Broz, vdova Josipa Broza Tita (* 1924)
- 2015 – France Bučar, slovenski pravnik in politik (*1923)